# Athlia problematica
Athlia problematica är en skalbaggsart som beskrevs av Gutierrez 1950. Athlia problematica ingår i släktet Athlia och familjen Melolonthidae. Inga underarter finns listade.